# سکلنه (ناحیه ژدار ناد سازاوو)
سکلنه (به چکی: Sklené) یک منطقهٔ مسکونی در جمهوری چک است که در ناحیه ژدار ناد سازاووو واقع شده‌است. سکلنه ۸٫۴۴ کیلومتر مربع مساحت و ۱۰۵ نفر جمعیت دارد و ۷۵۲ متر بالاتر از سطح دریا واقع شده‌است.